# وروبلو (شهرستان ازگیش)
وروبلو (به لاتین: Wróblew) یک روستا در لهستان است که در گمینا اوزورکوو واقع شده‌است.